# Rally del Sherry de 1973
El Rally del Sherry de 1973 fue la 5.º edición y la decimosegunda ronda de la temporada 1973 del Campeonato de España de Rally. Se celebró del 19 al 22 de septiembre y también formó parte del Trofeo Ibérico de Rallyes. Contó con un itinerario de 1500 que atravesaba las provincias de Cádiz y Málaga. El parque cerrado se encontraba en los jardines de "El Bosque" y en la primera etapa con una distancia de 554 km debían subir el puerto de Santa María mientras que en la segunda finalizarían en Marbella luego de rodar 544 km y en la tercera etapa etapa terminarían en Jerez tras completar los últimos 426 km. Los premios de nuevo alcanzaban la cifra del millón de pesetas.
La lista de inscritos alcanzó la cifra de noventa y tres equipos con especial presencia de pilotos ingleses. Entre los españoles destacaban Jorge Bäbler, líder del campeonato de España, Estanislao Reverter, Antonio Zanini (SEAT) o Ricardo Muñoz (Simca).
En la primera etapa, con dos horas de retraso y luego de recorrer las poblaciones de Barca de la Florida, Arcos, Algar, Alcalá de los Gazules, Puerto Galis, Ubrique, Grazalema, Ronda, Algotocín, Facina, Sahara de los Azules, Barbate de Franco, Vejer y el puerto de Santa María llegó en primer lugar el inglés Chriss Sclater con un Ford Escort RS 1600. Por detrás de él una hora después los portugueses Pedro Mariele y Ruiz Gonzalve. El retraso se debió a que muchos pilotos se encontraron con problemas en los tramos y con tráfico en algunos puntos donde tuvo incluso que intervenir la Guardia Civil que les impidió mantener los 50 km/h de media fijada. Tras estos problemas la segunda etapa fue suspendida por problemas en el recorrido: mala señalización, caminos difíciles,  zonas en obra e incluso algunos sabotajes a las señales que provocaron el despiste a los participantes sobre todo extranjeros. De esta manera la segunda etapa se completó hasta Marbella con los pilotos neutralizados.
Por primera vez un británico se alzaba con la victoria en la prueba, en una edición donde además el podio estaba formada íntegramente por extranjeros. Chris Sclater con un Ford Escort RS 1600 MKI terminó en primer lugar, su compatriota Richard Wooldridge fue tercero también con un Ford Escort y segundo fue el portugués José Carpinteiro Albino con un Fiat 124 Abarth Spider. El español mejor clasificado fue Enrique Villar que con un SEAT 124 terminó en la quinta posición. Por detrás de él y a poco más de tres minutos Ricardo Muñoz con un Simca. Zanini abandonó por salida de pista y Bäbler por rotura de motor

## Clasificación final
| Pos. | Piloto                  | Copiloto        | Automóvil               | Tiempo  | Diferencia |
| ---- | ----------------------- | --------------- | ----------------------- | ------- | ---------- |
| 1.   | Chris Sclater           | Henry Liddon    | Ford Escort RS 1600 MKI | 2:52:51 | 0.0        |
| 2.   | José Carpinteiro Albino | George Villar   | Fiat 124 Abarth Spider  | 3:07:34 | +14:43     |
| 3.   | Richard Wooldridge      | Duncan Spence   | Ford Escort Mexico      | 3:09:32 | +16:41     |
| 4.   | Harold Morley           | Bob de Jong     | Porsche 911 Carrera RS  | 3:10:47 | +17:56     |
| 5.   | Enrique Villar          | Federico Garret | SEAT 124-1800           | 3:13:40 | +20:49     |
| 6.   | Ricardo Muñoz           | Javier Bueno    | Simca 1200 S            | 3:16:02 | +23:11     |
| 7.   | David Franks            | Barrie Savory   | Datsun 240Z             | 3:16:55 | +24:04     |
| 8.   | Luís Netto              | Manuel Coentro  | Fiat 124 Abarth Spider  | 3:17:56 | +25:05     |
| 9.   | "Crady"                 | J. V. F. Villar | SEAT 124-1800           | 3:19:21 | +26:30     |
| 10.  | Pedro Martínez          | Solano          | SEAT 1430               | 3:20:55 | +28:04     |